# Tél ’94 hadművelet
A Tél ’94 hadművelet (horvátul:  Operacija Zima ’94) a Horvát Hadsereg (HV) és a Horvát Védelmi Tanács (HVO) közös katonai offenzívája volt Bosznia-Hercegovina délnyugati részén 1994. november 29. és december 24. között. A hadművelet része volt a Horvátország területén zajlott horvátországi háborúnak, Bosznia-Hercegovinában pedig a boszniai háborúnak, mely Horvátország, Bosznia-Hercegovina, és a horvátországi szerbek és boszniai szerbek által kikiáltott, két el nem ismert bábállam között folyt. Mindkét bábállamot a Jugoszláv Néphadsereg (JNA) és Szerbia támogatta. A JNA 1992-ben kivonult a területről, de kivonulásakor felszerelésének nagy részét átadta a boszniai szerb és horvátországi szerb erőknek.
A Tél '94 hadművelet volt az első, a HV és a HVO által végrehajtott sikeres offenzíva a hosszúkás, lapos fenekű, dombokkal körülvett völgyben fekvő Livnói mezőn és annak közelében végrehajtott sikeres akciók sorozatában. A régiót formálisan a HVO ellenőrizte, de a HV jelentős erőkkel, köztük tisztekkel támogatta. A támadások célja elsősorban a Boszniai Szerb Köztársaság Hadserege (VRS) erőinek elvonása volt Bihács ostromlott városától, a másodlagos cél pedig a Boszniai Szerb Köztársaságban található Drvar és a Krajinai Szerb Köztársaság (RSK) fővárosa, Knin közötti egyetlen közvetlen szállítási útvonal veszélyeztetése volt.
A Tél ’94 hadművelet elfoglalva a Livnói-mező nagy részét mintegy 20 kilométerrel vetette vissza a VRS arcvonalát. A támadás nem érte el elsődleges célját, de a horvát erőket csapásközeli távolságra juttatta a Drvar-Knin úttól. A Tél '94 hadműveletet az 1. ugrás hadművelet követte 1995. április 7-én, amely javította a HV pozíciókat a Dinara-hegyen a pálya déli peremén, uralva az RSK fővárosa környékét. A horvát erők június 4. és 10. között a Leap 2 hadművelettel megújították előrenyomulásukat, lehetővé téve számukra, hogy közvetlenül fenyegessék a Drvar-Knin úton lévő Bosansko Grahovo-t, és biztosítsák a völgy többi részét. A Livanjsko mező körüli javult horvát helyzet ugródeszkát jelentett a további támadó akciókhoz ezen a fronton a '95-ös nyár hadművelet során.

## Előzmények
1990-ben, a horvát szocialisták választási vereségét követően az etnikai feszültségek tovább fokozódtak. A Jugoszláv Néphadsereg ezután az ellenállás minimalizálása érdekében elkobozta Horvát területvédelem (Teritorijalna obrana) fegyvereit. Augusztus 17-én a feszültség a horvátországi szerbek nyílt lázadásává fajult, amelynek középpontja a dalmát hátországnak Knin körüli, túlnyomórészt szerbek lakta területei, Lika, a Kordun, Banovina és Kelet-Horvátország részei voltak. 1991 januárjában, miután Szerbia két sikertelen kísérletet tett (amelyet Montenegró, valamint a szerbiai Vajdaság és Koszovó tartományok támogattak), hogy megszerezze a jugoszláv elnökség jóváhagyását a JNA bevetéséhez a horvát biztonsági erők leszerelésére, márciusban a szerb felkelők és a horvát különleges rendőrség közötti vértelen összecsapás után maga a JNA, (Szerbia és szövetségesei támogatásával) kérte a szövetségi elnökséget, hogy adjon a számára háborús jogosítványokat és hirdessen ki rendkívüli állapotot. A kérelmet március 15-én elutasították, és a JNA lényegében Slobodan Milošević szerb elnök irányítása alá került. Milošević, aki Jugoszlávia megőrzése helyett a Szerbia bővítésére irányuló kampányt részesítette előnyben, nyilvánosan azzal fenyegetőzött, hogy a JNA-t szerb hadsereggel váltja fel, és kijelentette, hogy nem ismeri el többé a szövetségi elnökség fennhatóságát. A fenyegetés arra késztette a JNA-t, hogy Szerbia bővítése érdekében fokozatosan feladja Jugoszlávia megőrzésének terveit. A hónap végére, miután a JNA a felkelők oldalán avatkozott be, és megakadályozta a horvát rendőrség intézkedését, a konfliktus halálos kimenetelűvé fajult. Április elején a horvátországi szerb lázadás vezetői kinyilvánították szándékukat, hogy az ellenőrzésük alatt álló, a horvát kormány által szakadár régiónak tekintett területet Szerbia területébe integrálják. Horvátország kormánya ezt a nyilatkozatot nyílt elszakadási kísérletnek tekintette.
Májusban a horvát kormány válaszul megalakította a Horvát Nemzeti Gárdát (Zbor narodne garde – ZNG), de ennek fejlesztését hátráltatta az ENSZ Biztonsági Tanácsa 713. számú határozatával szeptemberben bevezetett fegyverembargó. Október 8-án Horvátország kikiáltotta függetlenségét Jugoszláviától, majd egy hónappal később a ZNG-t átnevezték Horvát Hadsereggé (Hrvatska vojska – HV). 1991 utolsó hónapjaiban zajlottak a háború leghevesebb harcai, melyek csúcspontja a laktanyacsata, Dubrovnik ostroma, és a vukovári csata voltak. Az RSK-ban etnikai tisztogatás kezdődött, melynek során a legtöbb nem szerb állampolgárt kiűzték az általuk ellenőrzött területekről. 1992 januárjában megállapodás született az ENSZ béketervének, a Vance-tervnek végrehajtásáról, melyet az ENSZ különmegbízottja Cyrus Vance volt amerikai külügyminiszter dolgozott ki, és Horvátország, a JNA és az ENSZ is aláírta. Ennek eredményeként a tűzszünet ellenőrzésére bevonultak az Egyesült Nemzetek Védelmi Erői (UNPROFOR), a JNA pedig a tervnek megfelelően visszavonult Bosznia-Hercegovina területére, ahol további konfliktusok voltak várhatók. Annak ellenére, hogy a békemegállapodás megkövetelte a JNA személyi állományának és felszerelésének azonnali kivonását Horvátországból, a JNA hét-nyolc hónapig még Horvátország területén maradt. Amikor csapatai végül kivonultak, felszerelésüket a Krajinai Szerb Köztársaság hadseregére (ARSK) hagyták. A januári a tűzszünet lehetővé tette a JNA számára, hogy Kelet- és Nyugat-Szlavóniában megtartsa pozícióit, amelyek a horvát ellentámadást követően a katonai összeomlás szélére kerültek. Ott ugyanis mire a tűzszünet életbe lépett, a JNA birtokában lévő nyugat-szlavóniai terület 60%-át a Horvát Hadsereg (HV) visszafoglalta. Szerbia azonban továbbra is támogatta az RSK-t. A HV a Dubrovnik körüli kis területeket is horvát ellenőrzése alá helyezte, és a Maslenica hadművelet során visszafoglalta Lika és Észak-Dalmácia egyes területeit. A horvátok lakta nagyobb települések a háború során folyamatosan tüzérségi, rakéta és légitámadásoknak voltak kitéve.
1992. január 9-én, megelőzve a február 29-iki és március 1-jei népszavazást Bosznia-Hercegovina függetlenségéről, amelyet később a boszniai háború ürügyeként hivatkoztak, kikiáltották a boszniai szerb államot. A boszniai szerb állam később a Boszniai Szerb Köztársaság nevet kapta. Ahogy a JNA kivonult Horvátországból, átadva fegyvereit, felszerelését és 55 000 katonáját, boszniai szerb hadsereggé kezdett átalakulni. A folyamat májusban fejeződött be, amikor a boszniai szerb hadsereg a Boszniai Szerb Köztársaság hadserege (Vojska Republike Srpska – VRS) nevet vette fel. Ellenfele az áprilisban megalakult Horvát Védelmi Tanács (HVO), és Bosznia-Hercegovina területvédelmi erői voltak, melyet májusban átkereszteltek a Bosznia-Hercegovinai Köztársaság hadseregévé (Armija Republike Bosne i Hercegovine – ARBiH). Ezen erők formális felállítását azonban megelőzték az országban lezajlott első fegyveres összecsapások, amikor a boszniai szerbek március 1-jén Szarajevóban és másutt barikádokat állítottak fel, és a helyzet gyorsan eszkalálódott. A boszniai szerb tüzérség március végén megkezdte Bosanski Brod ágyúzását, Szarajevót pedig április 4-én lőtték először. 1992 végére egy a Jugoszláv Szövetségi Köztársaság katonai és pénzügyi támogatásával és etnikai tisztogatással végrehajtott nagyszabású akciót követően a VRS birtokolta Bosznia-Hercegovina területének 70%-át. A boszniai háború fokozatosan háromoldalúvá fejlődött. Mivel az erőik riválisokká váltak az ország egyes részeinek ellenőrzéséért vívott harcban, a kezdeti ARBiH–HVO szövetség hamarosan megromlott. Az etnikai feszültségek a látszólag jelentéktelen júliusi zaklatásból, 1992 októberére nyílt horvát–bosnyák háborúba torkolltak. A boszniai horvát hatóságok 1992. októberében alakultak meg és Herceg-Bosznia területét szándékukban állt Horvátországhoz csatolni. Ez összeegyeztethetetlen volt a bosnyákok egységes államra irányuló törekvéseivel.
1994 novemberében Bihács ostroma kritikus szakaszba lépett, amikor a VRS és az ARSK közel került ahhoz, hogy elfoglalja a várost a bosnyák irányítású ARBiH-tól. Bihácsot stratégiai területnek tekintette a nemzetközi közösség. Úgy gondolták, hogy a város szerb erők általi elfoglalása fokozza a háborút, kiszélesítve a megosztottságot egyik oldalon az Egyesült Államok, a másik oldalon Franciaország és az Egyesült Királyság között (akik a terület megőrzésének eltérő megközelítéséből indultak ki), és attól tartottak, hogy Bihács a háború legrosszabb humanitárius katasztrófája lesz. Emellett Bihácsnak a szerbektől való megvédése stratégiai fontosságú volt Horvátország számára. Krešimir Ćosić dandártábornok arra számított, hogy Bihács elfoglalása után a VRS és az ARSK Károlyvárost és Sziszeket fogja fenyegetni, míg a horvát vezérkari főnök Janko Bobetko úgy vélte, Bihács eleste Horvátország háborús erőfeszítéseinek a végét jelentheti.
A Bill Clinton elnök által 1993 februárjában jóváhagyott amerikai katonai stratégia nyomán 1994 márciusában aláírták a washingtoni megállapodást. Ezzel véget ért a horvát–bosnyák háború, megszüntette Herceg-Boszniát, és létrehozta a bosznai-hercegovinai szövetségi államot, valamint a VRS elleni ARBiH–HVO szövetséget. Ezen kívül egy sor találkozó jött létre amerikai és horvát tisztviselők között Zágrábban és Washingtonban. 1994 novemberében az Egyesült Államok egyoldalúan megszüntette a Bosznia-Hercegovina elleni fegyverembargót, valójában lehetővé tette a HV számára, hogy ellássa magát fegyverekkel, miközben a fegyverszállítmányok Horvátországon keresztül áramlottak Boszniába. Egy 1994. november 29-én tartott ülésen a horvát képviselők azt javasolták, hogy támadják meg a szerbek által birtokolt livnói területet Bosznia-Hercegovinában, hogy elvonják a Bihácsot ostromló szerb haderő egy részét, és akadályozzák meg a város szerbek általi elfoglalását. Az amerikai illetékesek nem reagáltak a javaslatra. Még aznap elrendelték a Tél ’94 hadműveletet, melyet a boszniai horvátok fő katonai erőinek, a HV-nek és a HVO-nak kellett volna végrehajtania.
A Tél ’94 hadművelet azután vált megvalósíthatóvá, hogy a HVO 1994. november 3-án a kupresi csata során elfoglalta a Livnói-mezőtől északra fekvő Kuprest, biztosítva a Livnótól északnyugatra tervezett előrenyomulás jobb szárnyát.

## A szembenálló erők
A HV a Tél ’94 hadművelet alatt összesen 9000 katonát vetett be, körülbelül 3000–4000 katonát állomásoztatott állandó jelleggel a területen, ehhez a HVO még további 2000–3000 katonát adott. A VRS 2. krajinai hadtestének hadereje körülbelül 3500 katonából állt, 55 km hosszúságban a frontvonal mentén elosztva. A boszniai szerb erőket Radivoje Tomanić ezredes irányította. A támadóerőt névlegesen Tihomir Blaškić HVO vezérőrnagy irányította. A HV vezérkara Ante Gotovina vezérőrnagyot, a HV spliti hadtestének parancsnokát nevezte ki. A horvát erőket műveleti csoportokba (OG) szervezték, melyek közül az OG Sinj a bal szárnyon (horvát földön), az OG Livno középen az OG Kupres pedig a bosznia-hercegovinai támadás jobb szárnyán helyezkedett el. Az OG Kupres főként HVO egységekből állt, míg az OG Sinj és OG Livno zömét HV csapatok tették ki.
A HV erői a spliti hadtest egységeiből: az 1. gárdadandárból, a 4., 5., és 7. gárdadandár elemeiből, a 114. gyalogos dandárból, a 6. honvéd gárdaezredből, és a 126. honvéd gárdaezredből álltak. A Horvát Védelmi Tanács fegyveres erői a tomislavgradi hadtest 1. kupresi gárdadandárából, a 22. szabotázs különítményből, a 80. honvéd gárdaezredből és a bosznia-hercegovinai rendőrség különleges alakulatából álltak.
A másik oldalon a Bosznia-hercegovinai Szerb Köztársaság Hadserege a 2. krajinai hadtest egységeiből: az 5. glamoči könnyűgyalogos dandárból, a 9. bosansko grahovoi könnyűgyalogos dandárból, valamint a Krajinai Szerb Köztársaság Hadseregének 1. önálló gyalogszázadából álltak.

## A hadművelet lefolyása
A Tél ’94 hadművelet 1994. november 29-én nagy hóban és -20 C fokos hidegben kezdődött. Az Ante Kotromanović dandártábornok parancsnoksága alatt álló HV 126. honvéd gyalogezred százharminc katonája a frontvonal bal szárnyán beszivárgott a VRS állások mögé (a kezdeti északnyugati irányú előrenyomulás során a HV a csapatok többségével a Livnói-mező és a Dinara-hegység mentén, Ante Gotovina parancsnoksága alatt, a VRS 9. könnyűgyalogos dandárjával szemben vonult fel). December 3-ra az előrenyomulás Donji Rujani körül 4–5 km mélységű lett, majd az újonnan létrejött arcvonal rövid stabilizálása következett.
Az előrenyomulást, amint a HV 4. gárdadandár és a 126. gyalogezred fokozatosan visszaszorította a VRS 9. könnyűgyalogdandárt Bosansko Grahovo irányába, december 6-án folytatták. A több mint egy heti előrenyomulás során, a horvát erők már 10–12 km mélységben áthatoltak a VRS védelmén Bosansko Grahovo általános irányában. A támadás jobb szélén álló HVO-egységek azonban elszánt VRS-védelemmel néztek szembe, és alig haladtak Glamoč felé. December 11-ig a VRS 9. könnyű gyalogdandár elegendő veszteséget szenvedett el ahhoz, hogy demoralizálja az egységet, tovább bonyolítva a VRS harctéri helyzetét, és a polgári lakosság elkezdte elhagyni Glamočot. A civilek evakuálása december 16-ára majdnem befejeződött; azon a napon a frontvonal közelében lévő, a VRS által birtokolt területen álló templomokból és kolostorokból, bár közvetlen veszély nem fenyegette őket, elszállították az értékeket. December 23-án a horvát erők elérték a Livnói-mező északnyugati peremén fekvő, Bosansko Grahovohoz tartozó Crni Lugot, így a VRS 9. könnyű gyalogdandár védhetőbb pozíciókba vonult vissza. December 24-én a VRS erők kivonás befejeződött, és a hadművelet befejeződött. Az elszenvedett veszteségek pótlására válaszul a VRS 1. krajinai hadtesttől, a hercegovinai hadtesttől és a kelet-boszniai hadtesttől két dandárt és két zászlóaljat vezényelt a hadműveleti területre azzal a feladattal, hogy biztosítsák Glamoč és Bosansko Grahovo védelmét, és ösztönözzék a civileket a térségébe való visszatérésre.
Közel egy hónapos harc után a horvát csapatok mintegy 20 km-t nyomultak előre, és Livnotól északnyugatra mintegy 200 km² területet foglaltak el. A VRS egy Bosansko Grahovotól körülbelül 19 km távolságra délkeletre húzódó vonalra vonult vissza. A HV és a HVO 29 halott, 19 súlyos és 39 könnyű sérült veszteséget szenvedett el. Három katona a VRS fogságba esett, de később hadifogolycsere keretében kiengedték őket. A Tél ’94 hadműveletet követő jelentésben a VRS 2. krajinai hadteste súlyos létszámhiányról és 20% sérültről számolt be. A művelet után az ARSK Glamoč és Bosansko Grahovo területére vonult, hogy a térségben segítse a VRS-t a horvát erők elleni folyamatos összecsapásokban. A horvát csapatok egy Livnótól északnyugatra beékelődő zseb formájában megtartották a téli offenzíva során megszerzett terület nagy részét. A harcok egészen 1995. március közepéig szüneteltek.

## Kísérő hadműveletek

### Az Ugrás–1 hadművelet
Az Ugrás–1 hadművelet (horvátul: Operacija Skok–1) célja az volt, hogy kiszélesítse a Tél ’94 hadművelet során a szerb arcvonalban kialakított beékelődést, és lehetővé tegye a horvát erők előrenyomulását Bosansko Grahovo felé. 1995 tavaszára a frontvonalnak a Livnói-mezőtől nyugatra való viszonylag kis eltolódása lehetővé tette a VRS és az ARSK számára, hogy a HV-nak a Dinara és a Staretina-hegységben levő állásait fenyegesse. Gotovina aggodalmát fejezte ki amiatt, hogy a HV és a HVO által a Tél ’94 hadműveletben kiharcolt kiugrás túl kicsi, és sebezhető a VRS és az ARSK ellentámadásaival szemben. A következő támadáshoz szükséges előfeltételek megteremtésére, a HV 4. gárdadandárjának és a 126. honvédezred elemeinek megközelítőleg 4 km-t kellett előretörni Dinarán át. A 4. gárdadandár március 14–18-án elfoglalta az 1831 méteres Presedla és az 1777 méteres Jankovo Brdo stratégiai fontosságú hegycsúcsokat; a 126. honvédezred pedig állásait megvédve, a horvát–bosznia-hercegovinai határ körüli területeken haladt előre, amelyet korábban az ARSK ellenőrzött.
Gotovina az Ugrás–1 hadművelet számára több célt is megfogalmazott: kedvezőbb pozíciók elfoglalása, lehetővé téve az ARSK által Kijevónál birtokolt állások megközelítését, ahol egy stratégiai hegyszoros található, és a Dinarától nyugatra fekvő Cetinát ahol az ARSK tüzérségi állásai voltak; az erő bal szárnyának biztosítása a Dinarán; megakadályozva az ARSK támadásait ebből az irányból, és visszaszerezni az 1994–1995 telén elvesztett pozíciókat. A műveletet úgy tervezték, hogy egy-két nap alatt lehetővé tegye a HV előrehaladását két 4 km-es lépésben.
Az Ugrás–1 hadműveletre 1995. április 7-én került sor. A HV 7. gárdadandárja felváltva a 4. gárdadandárt, és körülbelül 5 km-t nyomult előre úgy, hogy a VRS védelmet egy 15 km széles frontvonal mentén tolta el, és mintegy 75 km2 területet foglalt el. Ez az egynapos hadművelet oda helyezte át a frontvonalat, ahonnan a VRS 9. könnyű gyalogsági dandárja az előző három hónap során időszakosan támadásokat hajtott végre északnyugat felé, és Uništához, a kevés Dinarán áthaladó út egyikéhez könnyen elérhető közelségbe helyezte a HV-t. A művelet másodlagos célja is megvalósult; a Tél '94 hadművelet során létrejött kiszögellést Bosansko Grahovo felé terjesztették ki és stabilizálták. A 126. honvédezred a 7. gárdadandár előrenyomulási tengelyének balszárnyát védte, és több összecsapásban is részt vett.

### Az Ugrás–2 hadművelet

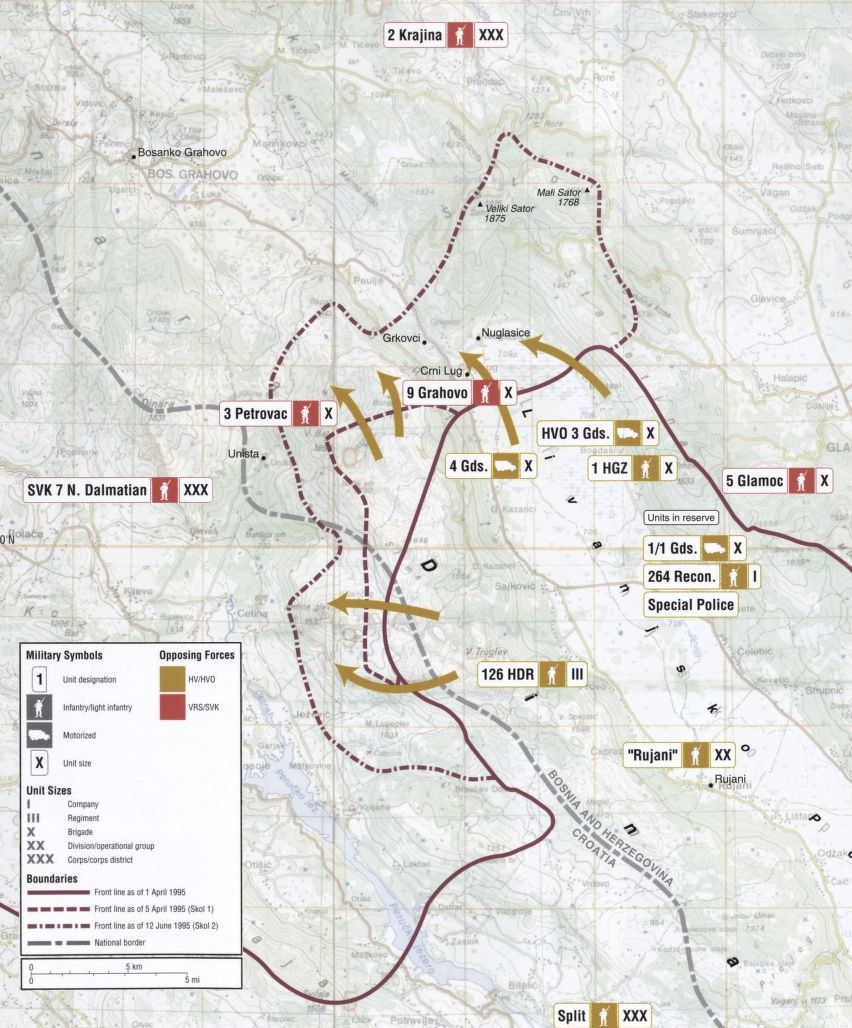
Az Ugrás–1 és az Ugrás–2 hadművelet térképe

Az Ugrás–2 hadművelet (horvátul: Operacija Skok–2) a HV és a HVO közös hadművelete volt, amelynek elsődleges célja a Livnói-mezőről a Livno-Bosansko Grahovo úton és a Glamočra néző magaslaton átvezető fő hegyszoros elfoglalása volt abból a célból, hogy a horvát erők számára kedvező pozíciókat biztosítsanak, ahonnan továbbnyomulhatnak a VRS által birtokolt területre. Úgy gondolták, hogy a támadás arra is kényszerítheti a VRS-t, hogy visszavonja egyes erőit, amelyek május óta az Orašjei zsebet támadták. Gotovina kétlépcsős előrenyomulást és egy a kiugró résztől délnyugatra induló kisegítő támadást tervezett a fő célok felé, az ARSK által birtokolt terület ellen. A hadművelet első szakaszában a támadó erők feladata Crni Lug falu és a hágó déli részének elfoglalása, míg a második szakaszban az 1872 méteres magasságú Šator-hegy és északra, a Crvena Zemlja hegygerinc elfoglalását tervezték abból a célból, hogy elvágja a Bosansko Grahovo-Glamoč utat, és megnehezítse Glamoč utánpótlását.
A horvát erők hozzávetőleg 5000 katonát állítottak ki, élükön a HV 4. gárdadandárral, az 1. gárdadandár 1. zászlóaljával, a 126. honvédezred 3. zászlóaljával és a boszniai horvát különleges rendőri egységekkel. A szembenálló erők három könnyű gyalogdandár megközelítőleg 3000 katonájából álltak. Ezek a VRS 2. krajinai hadtestének gyalogdandárjai és az ARSK 500 fős „Vijuga” harccsoportja voltak, amelyet az ARSK 7. észak-dalmáciai hadtestéből állítottak össze. A Vijuga harccsoportot az ARSK 1. könnyű gyalogdandárjának elemeivel együtt vezényelték a horvát-bosznia-hercegovinai határvidék Dinárán húzódó övezetébe. A VRS alakulat a Bosansko Grahovo körzetében állomásozó 3. és 9. könnyű gyalogdandárból, valamint a Glamoč körzetében telepített 5. könnyű gyalogdandárból állt. A Tél '94-es hadművelet után a területre küldött erősítéseket feloszlatták, és a VRS-dandárok megerősítésére használták fel.
Az Ugrás–2 hadművelet június 4-én a HV 4. gárdadandár előrenyomulásával kezdődött. A HVO csapatai bevették Crni Lugot és a Bosansko Grahovo felé, a hadművelet fő célpontja felé emelkedő hegyszorost. Bal szárnyát, a határvidéken a 126. honvédezred 3. zászlóalja és a HV spliti hadtestéhez csatlakozott taktikai mesterlövész csoport védte. Június 6–7-én a VRS ellentámadásba lendült, és megpróbálta visszaszorítani a 4. gárdadandárt. A VRS ellenlökés azonban kudarcot vallott csakúgy, mint a közvetlen légi támogatással megkísérelt előrenyomulás és a horvátok M-87 Orkan rakétákkal való megfékezésére tett erőfeszítései. Június 6-án (a VRS-ellentámadás napján) megkezdődött az Ugrás–2 hadművelet második szakasza. Az 1. gárdadandár 1. zászlóalja a HV 264. felderítő szabotázs csapata és a HV 1. gárdadandár elemei támogatásával Livnótól északra nyomult előre, elfoglalva a Glamoč melletti magaslatot, és elzárva a Bosansko Grahovo-Glamoč utat. A támadás jobb szárnyán a VRS leállítására a HVO 2. gárdadandár megtámadta a VRS-nek a Glamočtól délnyugatra fekvő Golija-hegységben levő állásait.
Az Ugrás–1 és Ugrás–2 hadműveletek javították a horvát erők pozícióit a Livnói-mezőtől keletre és nyugatra, és a horvát számára elérhető távolságba juttatták Bosansko Grahovót és Glamočot. Az előrenyomulás biztosította a völgyet, fenyegette Glamočot, és a Bosansko Grahovo-Glamoč utat, a Cetina-völgyet és a Vrlika-mezőt a horvát tüzérség hatótávolságán belülre juttatta. A horvát erők az Ugrás–1 és Ugrás–2 hadműveletek során 4 halott, 15 súlyos és 19 könnyebb megsebesült veszteséget szenvedtek el.

## Következmények
Gotovina elmondta, hogy bár a Tél ’94, az Ugrás–1 és az Ugrás–2 hadműveleteket három különálló hadműveletként tervezték és hajtották végre, ezek egy egységes katonai akciót képviselnek. A Tél '94 hadműveletnél látszólag nem sikerült elérni elsődleges célt, a Bihácsra nehezedő nyomás enyhítését a támadás megfékezésére szolgáló VRS és ARSK erők elvonásával; ez azonban a VRS vezérkari főnöke Ratko Mladić döntésének köszönhető, nem pedig a tervezési vagy végrehajtási hibáknak. A Bihács elleni támadás folytatása és a Livnói-mezőről történő előrenyomulás megakadályozása közötti választás során a VRS úgy döntött, hogy nem csoportosítja át erőit, de ennek ellenére Bihácsot sikeresen megvédte a Bosznia-Hercegovinai Hadsereg, az ARBiH 5. hadteste. A Tél ’94 hadművelet másodlagos célját könnyebben sikerült elérni; a horvát erők megközelítették a Knin-Drvar utat, és közvetlenül fenyegették a Boszniai Szerb Köztársaság és a Krajinai Szerb Köztársaság fővárosa közötti fő utánpótlási útvonalat. A Tél ’94 hadművelet eredményeire épülő Ugrás–1 és az Ugrás–2 hadműveletek fenyegették Bosansko Grahovót, és megteremtette a feltételeket Kninnek Nyár ’95 hadművelet során történő elszigeteléséhez, amelyet a következő hónapban terveztek meg. Az előrelépés stratégiailag jelentős volt; Mladić döntése, hogy nem reagál a Tél ’94 hadműveletre, szerencsejáték volt, ami végső soron a Boszniai Szerb Köztársaság Jajcáig, Mrkonjić Gradig és Drvarig terjedő területébe került, és előidézte az RSK megsemmisítését, mivel a horvát erők számára szabaddá tette az utat a Vihar hadművelethez.

## Fordítás
Ez a szócikk részben vagy egészben  az   Operation Winter '94 című angol Wikipédia-szócikk ezen változatának fordításán alapul.  Az eredeti cikk szerkesztőit annak laptörténete sorolja fel. Ez a jelzés csupán a megfogalmazás eredetét és a szerzői jogokat jelzi, nem szolgál a cikkben szereplő információk forrásmegjelöléseként.